# ISO 3166-2:GW
کد ISO 3166-2:GW بخشی از استاندارد ایزو ۳۱۶۶ برای کشور گینه بیسائو است که توسط سازمان بین‌المللی استانداردسازی ISO تنظیم شده‌است این سازمان، کدهای استاندارد را برای تقسیمات کشوری (ایالتها یا استانهای) کشورهای فهرست شده در استاندارد ایزو ۳۱۶۶-۱ تعریف می‌کند.
هر کد شامل دو بخش می‌گردد که توسط علامت - جدا می‌گردند.
- بخش نخست GW که در ایزو ۳۱۶۶-۱ آلفا-۲ کد کشور گینه بیسائو است.
- بخش دوم شامل یک یا دو یا سه حرف است که بیان‌کننده استان یا ایالت کشور گینه بیسائو می‌باشد.

## کدها
| استان                      | کدها  |
| -------------------------- | ----- |
| Bafatá Region              | GW-BA |
| Biombo Region              | GW-BM |
| Settore Autonomo di Bissau | GW-BS |
| Bolama Region              | GW-BL |
| Cacheu Region              | GW-CA |
| Gabú Region                | GW-GA |
| Oio Region                 | GW-OI |
| Quinara Region             | GW-QU |
| Tombali Region             | GW-TO |